# Dave's Picks, Vol. 3: Auditorium Theatre, Chicago, IL 10/22/71
Dave's Picks, Vol. 3: Auditorium Theatre, Chicago, IL 10/22/71 es el tercer álbum en vivo de Dave's Picks, serie de lanzamientos en vivo de la banda estadounidense Grateful Dead. Fue publicado el 1 de agosto de 2012 a través del sello discográfico Rhino.

## Grabación
Dave's Picks, Vol. 3 presenta el concierto completo del 22 de octubre de 1971 en el Auditorium Theatre de Chicago en dos discos, con un tercer disco extraído de la noche anterior en el mismo recinto. Los dos conciertos fueron la segunda y tercera actuación del teclista Keith Godchaux con The Dead. Aunque todavía era teclista y cantante de la banda, en ese momento Ron “Pigpen” McKernan estaba demasiado enfermo para hacer una gira. La primera aparición de Godchaux con The Dead fue el 19 de octubre de 1971, en el Northrop Auditorium, en Minneapolis, Minnesota. Su sexta actuación con Grateful Dead, de la misma gira, ha sido lanzada como Download Series Volumen 3. La banda había tocado en el Auditorium Theatre (con McKernan) sólo dos meses antes, actuaciones que se publicaron en parte en el álbum Dick's Picks Volume 35.

## Recepción de la crítica
En All About Jazz, Doug Collette dijo: “Entradas anteriores en la serie de archivos de Grateful Dead han documentado la moda discretamente valiente, por no decir autoritaria, con la que el teclista Keith Godchaux se hizo un lugar en la formación de la icónica banda en 1971, después de haber sido alistado cuando el miembro fundador Ron ‘Pigpen’ McKernan se enfermó demasiado para realizar giras con regularidad. Pero [ninguno presenta] el caso tan vívidamente como lo hace esta última entrada en Dave's Pick's Volumen 3”. El crítico de Relix, Jesse Jarnow, Dave's Picks 3 es – en cierto sentido – el sonido de una banda clásica que encuentra su sonido. No importaba que The Dead hubieran encontrado su sonido media docena de veces antes; este se atascó”.

## Lista de canciones
Todas las canciones escritas y compuestas por Jerry García y Robert Hunter, excepto donde esta anotado. 
| Disco uno |                            |                                     |          |  |
| N.º       | Título                     | Escritor(es)                        | Duración |  |
| 1.        | «Bertha»                   |                                     | 6:12     |  |
| 2.        | «Me and My Uncle»          | John Phillips                       | 3:24     |  |
| 3.        | «Tennessee Jed»            |                                     | 6:33     |  |
| 4.        | «Jack Straw»               | Bob Weir, Hunter                    | 5:01     |  |
| 5.        | «Loser»                    |                                     | 7:28     |  |
| 6.        | «Playing in the Band»      | Weir, Mickey Hart, Hunter           | 6:31     |  |
| 7.        | «Sugaree»                  |                                     | 7:20     |  |
| 8.        | «Beat It On Down the Line» | Jesse Fuller                        | 3:55     |  |
| 9.        | «Black Peter»              |                                     | 9:18     |  |
| 10.       | «Mexicali Blues»           | Weir, John Perry Barlow             | 3:45     |  |
| 11.       | «Cold Rain and Snow»       | tradicional, arr. por Grateful Dead | 6:11     |  |
| 12.       | «Me and Bobby McGee»       | Fred Foster, Kris Kristofferson     | 5:57     |  |

| Disco dos |                               |                               |          |  |
| N.º       | Título                        | Escritor(es)                  | Duración |  |
| 1.        | «Comes a Time»                |                               | 7:36     |  |
| 2.        | «One More Saturday Night»     | Weir                          | 4:37     |  |
| 3.        | «Ramble on Rose»              |                               | 6:27     |  |
| 4.        | «Cumberland Blues»            | Garcia, Phil Lesh, Hunter     | 5:58     |  |
| 5.        | «That's It for the Other One» | Garcia, Bill Kreutzmann, Weir | 28:06    |  |
| 6.        | «Deal»                        |                               | 5:33     |  |
| 7.        | «Sugar Magnolia»              | Weir, Hunter                  | 6:53     |  |
| 8.        | «Casey Jones»                 |                               | 5:54     |  |
| 9.        | «Johnny B. Goode»             | Chuck Berry                   | 3:50     |  |

| Disco tres |                               |                                                                     |          |  |
| N.º        | Título                        | Escritor(es)                                                        | Duración |  |
| 1.         | «Truckin'»                    | Garcia, Lesh, Weir, Hunter                                          | 11:11    |  |
| 2.         | «Big Railroad Blues»          | Noah Lewis                                                          | 3:27     |  |
| 3.         | «The Frozen Logger»           | James Stevens                                                       | 0:54     |  |
| 4.         | «Dark Star»                   | Garcia, Hart, Kreutzmann, Lesh, Ron “Pigpen” McKernan, Weir, Hunter | 14:57    |  |
| 5.         | «Sittin' on Top of the World» | Walter Jacobs, Lonnie Carter                                        | 3:21     |  |
| 6.         | «Dark Star»                   | Garcia, Hart, Kreutzmann, Lesh, McKernan, Weir, Hunter              | 2:12     |  |
| 7.         | «Me and Bobby McGee»          | Kristofferson, Foster                                               | 6:16     |  |
| 8.         | «Brown-Eyed Women»            |                                                                     | 4:23     |  |
| 9.         | «St. Stephen»                 | Garcia, Lesh, Hunter                                                | 5:54     |  |
| 10.        | «Johnny B. Goode»             | Berry                                                               | 4:14     |  |

## Posicionamiento
| Gráfica (2012)                             | Pico de posición |
| ------------------------------------------ | ---------------- |
| Estados Unidos (Billboard 200)             | 34               |
| Estados Unidos (Billboard Top Album Sales) | 34               |
| Estados Unidos (Billboard Top Rock Albums) | 9                |